# Биг-Джек (река)
Биг-Джек (англ. Big Jacks Creek) — река, протекающая по территории округа Овайхи штата Айдахо Соединённых Штатов Америки, приток реки Джек-Крик. Длина реки — 93 километра.
Исток расположен к северу от Риддла, на высоте 1809 метров. Далее река течёт на северо-восток, через заповедник «Биг-Джек». Устье расположено к юго-западу от Бруно, на высоте 847 метров.
В 2009 году, часть реки (35 километров) получила статус «дикой природы» согласно Сводному закону об управлении земельными ресурсами.